# 요리대전
요리대전(總舖師, Zone Pro Site: Yi Dong Da Chu, Zone Pro Site: The Moveable Feast)은 대만에서 제작된 진옥훈 감독의 2013년 코미디 영화이다. 린메이슈 등이 주연으로 출연하였다.

## 출연

### 주연
- 린메이슈